# Civil War (Marvel)
Civil War is crossover-stripreeks van Marvel Comics. De reeks bestaat uit een miniserie van 7 delen, en verschillende crossovers met andere Marvel-stripseries. De miniserie is voornamelijk geschreven door Mark Millar, en getekend door Steve McNiven.
De verhaallijn, gepubliceerd in 2006 en 2007, bouwde verder op gebeurtenissen uit vorige Marvel-crossovers, voornamelijk Avengers Disassembled, House of M, Decimation en Secret War.
De tagline van de serie is Whose Side Are You On? In de Nederlandse vertalingen van de Marvelstrips stond het verhaal bekend als “de oorlog thuis”.

## Overzicht
De Civil War begon met de introductie van de “registratiewet voor supermensen” (Engels: Superhuman Registration Act) in de Verenigde Staten. Dergelijke registratiewetten waren al eerder gebruikt in andere stripseries en films (zoals Watchmen, Uncanny X-Men, DC: The New Frontier, Powers, en The Incredibles), maar nog nooit op zo’n grote schaal en met zulke vergaande gevolgen.
De wet werd ingevoerd om een einde te maken aan de vele voor zichzelf werkende superhelden en vigilantes. De wet hield in dat iedereen met superkrachten zich moest inschrijven bij de federale overheid om voor een officiële overheidsinstantie (voornamelijk S.H.I.E.L.D.) te gaan werken. Dit hield ook in dat de helden in kwestie hun ware identiteit moesten onthullen aan de overheid.
Vrijwel direct na de invoering ontstond er een splitsing tussen de superhelden in het Marvel Universum en werden twee groepen gevormd: een die de wet accepteerde en zich liet inschrijven, en een die zich tegen de wet verzette. Sommigen zagen de wet als een vorm van slavernij, en een schending van de rechten die een geheime identiteit iemand gaf.

## Inhoud
De New Warriors (op dat moment bestaande uit Night Thrasher, Namorita, Speedball, en Microbe) vechten tegen een groep schurken (Cobalt Man, Speedfreek, Coldheart, Nitro) in Stamford, Connecticut terwijl daar ook een realityserie wordt opgenomen. In het gevecht ontploft Nitro, en doodt daarbij 600 omstanders waaronder kinderen.
Dit zorgt voor een grote publieke haat tegen supermensen. Zelfs de inactieve leden van de New Warriors worden uitgemaakt voor “kindermoordenaars”. Hindsight Lad, die zich wanhopig wil losmaken van het team, maakt de ware identiteiten van de New Warriors bekend op het internet en vele van hen worden zo het doelwit van aanslagen. She-Hulk sluit de website en Hindsight wordt gearresteerd, maar het kwaad is al geschied.
Onder leiding van Iron Man stelt het Amerikaanse congres de registratiewet voor supermensen op, die alle superhelden dwingt zich te laten registreren en voortaan voor de overheid te werken in plaats van alleen op pad te gaan. Tevens moeten aankomende superhelden zich laten trainen door officiële instanties. De wet is van toepassing op alle supermensen: zij die van nature hun krachten hebben, zij die deze pas later kregen en zelfs helden die geen krachten hebben maar gebruikmaken van technologie (zoals Iron Man).
Al snel komt er verzet tegen de wet. Daarom krijgt S.H.I.E.L.D. de opdracht om samen met de wel geregistreerde superhelden de helden die zich weigeren te registreren op te jagen. Captain America is een van de tegenstanders van de wet. Hij wordt een voortvluchtige en vormt samen met enkele andere niet geregistreerde helden een ondergronds team genaamd de "Secret Avengers". Dit team bevat ook Hercules, Falcon, Danny Rand (die zich voordoet als Daredevil), Luke Cage en de Young Avengers. Iron Man, Reed Richards, Henry Pym, en de She-Hulk zijn helden die zich wel laten registreren. Iron Man weet Spider-Man ervan te overtuigen zich ook te laten registreren, en hij ontmaskert zichzelf zelfs bij een persconferentie.
De geregistreerde helden sporen de niet geregistreerden op en geven hen de keus: alsnog registreren of een gevangenisstraf riskeren. De Secret Avengers worden uitgeroepen tot staatsvijanden. Ondanks de vijandigheid tegen hen blijft dit team in het geheim superschurken bevechten. Tevens voeren ze een aantal goed geplande aanvallen uit op gevangenentransporten waarmee gevangen helden worden vervoerd.
De Secret Avengers worden via een valse noodoproep in een hinderlaag gelokt, en een groots gevecht breekt los. Hierbij zetten de geregistreerde helden een nieuw wapen in genaamd “Project Lightning”: een kloon van de Noorse dondergod/superheld Thor. Deze kloon doodt Bill Foster. Geschokt van deze daad helpt Sue Storm de Secret Avengers te ontsnappen, en sluit zich bij hen aan.
Bill Fosters' dood schudt beide partijen wakker: Stature en Nighthawk geven zich over en laten zich registreren, maar Invisible Woman en Human Torch blijven zich verzetten tegen de wet. Als tegenactie roept Pym de hulp in van de Thunderbolts.
Spider-Man eist dat Iron Man hem de gevangenis voor niet geregistreerde superhelden toont. Deze bevindt zich in de negative zone. Wanneer hij de gevangenis ziet, beseft hij dat hij een grote fout heeft gemaakt door zich te laten registreren, en keert zich alsnog tegen de wet. Hij wordt nu eveneens opgejaagd, en verslagen door Jester en Jack O'Lantern van de new Thunderbolts. De Punisher redt Spider-Man door de twee schurken te doden, en brengt hem naar een van de hoofdkwartieren van de Secret Avengers. Na te zijn genezen sluit Spider-Man zich bij hen aan.
Punisher wil zich ook bij het team aansluiten, en onthuld dat Iron Man van plan is beruchte massamoordenaars in te zetten om de niet geregistreerde helden op te jagen. Hij wordt, zij het met enige tegenzin, toegelaten door Captain America. Punisher dringt het Baxter gebouw binnen om de blauwdrukken van de Negative Zone gevangenis te bemachtigen. Sue Storm reist af naar Atlantis in de hoop Namor the Sub-Mariner over te halen zich bij de Secret Avengers te voegen, maar hij weigert. Punisher wordt weer uit het team gezet nadat hij de superschurken Goldbug en Plunderer, die zich bij de Secret Avengers wilden aansluiten, doodt.
De Secret Avengers breken in bij de Negative Zone gevangenis en bevrijden alle helden daar. .. Ondertussen contacteert Dr. Strange de wachter Uatu, die hem vraagt waarom hij dit conflict niet beëindigt. Volgens Dr. Strange is het niet zijn taak als opperste magiër om zich met de interne conflicten van mensen te bemoeien, maar hij zal in elk geval bidden voor een afloop met het minste bloedvergieten.
De laatste grote slag vindt plaats in New York. Namor en een leger van Altantianen versterken het team van de Secret Avengers, terwijl de Champions, de Thorkloon en Captain Marvel Iron Mans team versterken. In het gevecht redt Mr. Fantastic Sue van een kogel. Hercules doodt de Thorkloon. Net als hij op het punt staat Iron Man de genadeklap te geven, wordt Captain America door toegesnelde politieagenten tegengehouden. Beseffend dat deze interne oorlog iedereen in gevaar brengt, geeft hij zich over en beveelt zijn team hetzelfde te doen.

## Nasleep
- De President van de Verenigde Staten zal alle helden die zich alsnog laten registreren gratie geven van wat ze hebben gedaan tijdens de oorlog.
- Captain America wordt gearresteerd voor zijn aandeel in de oorlog, en later doodgeschoten door een sluipschutter.
- Tony Stark wordt directeur van S.H.I.E.L.D.
- The 50-State Initiative wordt opgezet om in elke staat van de Verenigde Staten een superheldenteam te vestigen.
- De Mighty Avengers vormen een nieuw team.
- De helden die zich niet willen laten registreren splitsen op in drie groepen: enkelen verlaten het land om zo aan de registratiewet te ontkomen, een paar gaan met pensioen, en de derde groep blijft zich ondergronds verzetten tegen de wet. Tot die derde groep behoren onder meer de New Avengers:[8] Luke Cage, Spider-Man, Spider-Woman, Iron Fist, Dr. Strange, Ronin (eigenlijk Clint Barton die uit de dood opstond), Echo, en Wolverine.
- Goliath, Bantam, Typeface en Stilt-Man zijn omgekomen in de oorlog.
- De weinige mutanten die nog over zijn worden in de gaten gehouden door de Sentinels.
- Peter Parker/Spider-Man wordt ontslagen door J. Jonah Jameson, die hem aanklaagt voor fraude. De Kingpin zet een prijs op het hoofd van Spider-Man en zijn geliefden. Al snel vindt de eerste aanslag plaats en wordt Tante May geraakt.
- Mr. Fantastic en Invisible Woman verlaten tijdelijk de Fantastic Four en worden vervangen door Black Panther en Storm.
- Captain Marvel betreedt de huidige tijdlijn.
- Speedballs krachten zijn drastisch veranderd, en hij sluit zich aan bij de Thunderbolts.
- De New Warriors worden opnieuw opgericht, maar met andere leden.
- Nova keert terug naar de aarde.

## Vertraging
Marvel kondigde in augustus 2006 aan dat de hoofdserie van Civil War een paar maanden later zou verschijnen. Deel 4 verscheen een maand later, in september, en deel 5 twee maanden later, in november. Ook enkele andere strips die aansloten op de hoofdserie kwamen later uit dan gepland.
Eind november kondigde Marvel weer een vertraging aan: Civil War #6, die gepland stond voor 20 december, verscheen pas twee weken later, op 4 januari.
Civil War #7 verscheen twee weken later dan oorspronkelijk gepland.

## Aansluitingen
Hieronder volgt een overzicht van de andere Marvel stripseries die aansloten op de hoofdserie van Civil War.

### Road to Civil War
- New Avengers Illuminati Special
- Fantastic Four #536-537
- Amazing Spider-Man #529-531
- Civil War Opening Shot Sketchbook

### Civil War#1
- Marvel Spotlight Millar/McNiven
- She-Hulk #8
- Wolverine #42
- Amazing Spider-Man #532
- Civil War: Front Line #1
- Thunderbolts #103
- New Avengers #21

### Civil War#2
- Civil War Frontline #2-3
- New Avengers #22-23
- Amazing Spider-Man #533
- Fantastic Four #538
- Wolverine #43
- X-Factor #8
- Thunderbolts #104

### Civil War#3
- Civil War: X-Men #1-2
- Cable & Deadpool #30-31
- X-Factor #9
- Black Panther #18
- Wolverine #44-45
- Young Avengers and Runaways #1-2
- Daily Bugle Civil War
- Civil War Frontline #4-5
- Amazing Spider-Man #534
- Fantastic Four #539
- Ms. Marvel #6-7
- Thunderbolts #105
- Heroes for Hire #1
- New Avengers #24
- Civil War Files
- Friendly Neighborhood Spider-Man #11-13
- Sensational Spider-Man #28-34

### Civil War#4
- Wolverine #46-47
- Civil War: X-Men #3-4
- Amazing Spider-Man #535
- Civil War Frontline #6-7
- Civil War Young Avengers and Runaways #3-4
- Heroes for Hire #2-3
- Cable & Deadpool #32
- Captain America #22-23
- Fantastic Four #540
- Ms. Marvel #8
- New Avengers #24
- Black Panther #21
- Civil War: Choosing Sides

### Civil War#5
- New Avengers #25
- Iron Man #13-14
- Amazing Spider-Man #536
- Civil War Frontline #8-9
- Wolverine #48
- Punisher War Journal #1
- Black Panther #22-23
- Captain America #24
- Civil War: War Crimes
- Iron Man Captain America: Casulties of the War
- Fantastic Four #541
- Winter Soldier: Winter Kills
- Moon Knight #7-10
- Ghost Rider #8-11
- Friendly Neighborhood Spider-Man #14-16
- Civil War Files

### Civil War#6
- Civil War Frontline #10
- Amazing Spider-Man #537
- Punisher War Journal #2-3
- Blade #5
- Civil War: The Return
- Black Panther #24
- Fantastic Four #542

### Civil War#7
- Amazing Spider-Man #538
- Black Panther #25

### Civil Warepilogues
- Civil War Frontline #11
- Captain America #25
- Civil War: The Confession
- Civil War: Battle Damage Report
- Fantastic Four #543
- Marvel Spotlight Civil War Aftermath
- Wolverine #48 (only listed as such on letter page in #47)